# Лынгерь
Лынгерь (устар. Лынгер, Лынгирь) — река в России, протекает по Буйскому району Костромской области. Устье реки находится в 31 км по левому берегу реки Тёбза. Длина реки составляет 10 км.
Исток находится юго-восточнее деревни Царёво в 20 км к юго-востоку от города Буй. Река течёт на северо-запад, протекает деревни Мизрино, Сокольниково, Дубровки. Впадает в Тёбзу чуть ниже села Борок.

## Данные водного реестра
По данным государственного водного реестра России относится к Верхневолжскому бассейновому округу, водохозяйственный участок реки — Кострома от истока до водомерного поста у деревни Исады, речной подбассейн реки — Волга ниже Рыбинского водохранилища до впадения Оки. Речной бассейн реки — (Верхняя) Волга до Куйбышевского водохранилища (без бассейна Оки).
Код объекта в государственном водном реестре — 08010300112110000012564.